# گروسا (ایتالیا)
گروسا (به ایتالیایی: Gerosa) یک منطقهٔ مسکونی در ایتالیا است که در لمباردی واقع شده‌است.

## خصوصیات
گروسا ۱۰٫۱ کیلومترمربع مساحت و ۳۸۱ نفر جمعیت دارد و ۷۶۰ متر بالاتر از سطح دریا واقع شده‌است.